# Bogurodzica

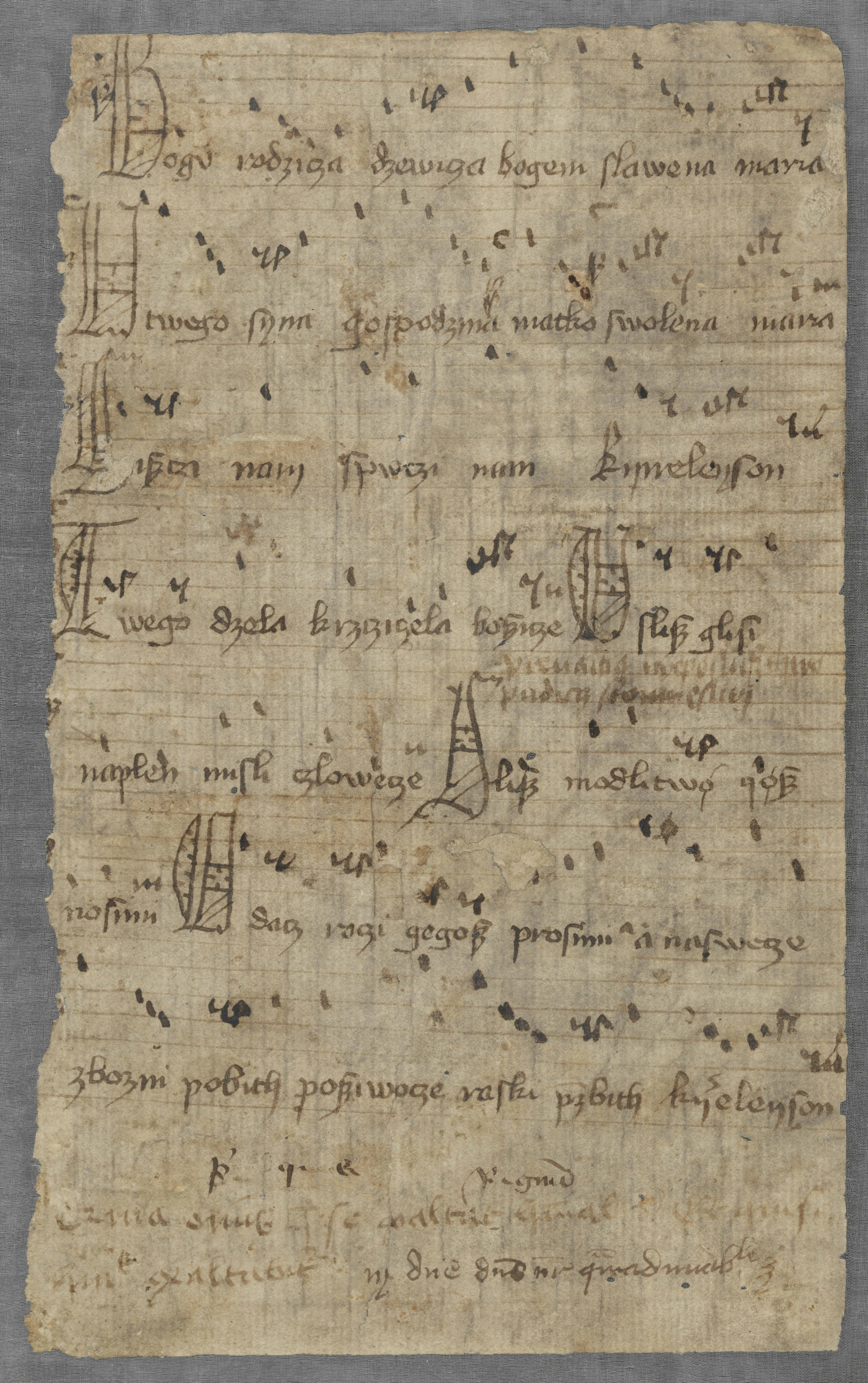
Bản thảo Bogurodzica (1407)

Bogurodzica (phát âm tiếng Ba Lan: [bɔɡurɔˈd͡ʑit͡sa]; Mẹ Thiên Chúa ") là quốc ca lâu đời nhất của Ba Lan. Bài hát sáng tác ở khoảng giữa thế kỷ thứ 10 và 13. Tác giả chưa rõ ràng, song một số học giả công nhận Thánh Adalbert của Prague là tác giả.
Hiệp sĩ Ba Lan đã hát bài hát tựa như một bài thánh ca trước Trận Grunwald. Bogurodzica cũng reo lên trong lễ đăng quang của các vị vua Jagiellonian.

## Lịch sử

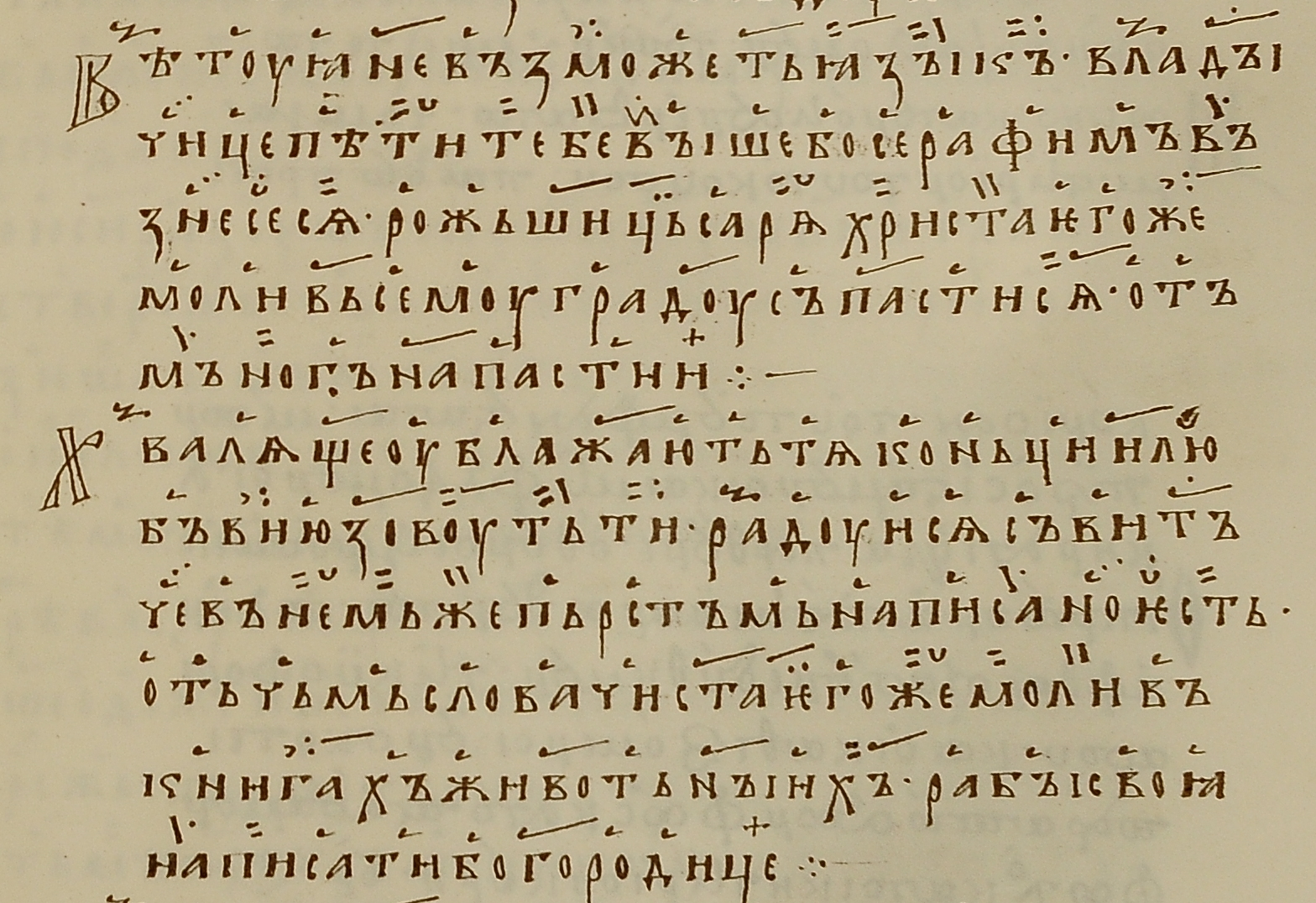
Lực lượng khối thịnh vượng chung Ba Lan-Litva hát bài thánh ca Bogurodzica trước trận chiến. Tranh của Józef Brandt.

Nguồn gốc của bài hát không rõ ràng, song một số học giả chấp nhận Thánh Adalbert là tác giả sáng tác bài hát.
Ban đầu bài ca Bogurodzica cất lên trong các ngày lễ. Đến thế kỷ XV, Bogurodzica trở thành một bài thánh ca chiến đấu của các hiệp sĩ. Nhà sử học Jan Długosz (tác giả của Annales seu Cronicae incliti Regni Poloniae) nhận định rằng bài ca đã được hát tại Trận Grunwald năm 1410 và các trận chiến khác kế sau đó. Đồng thời đây cũng là ca khúc xướng lên trong lễ đăng quang của Władysław III của Ba Lan. Đó là lý do tại sao Długosz gọi Bogurodzica là "carmen patrium" (bài thánh ca của đất tổ).

## Lời bài hát
| Tiếng Ba Lan | Dịch sang tiếng Việt |
| --- | --- |
| Bogurodzica dziewica, Bogiem sławiena Maryja! U twego syna Gospodzina Matko zwolena, Maryja, Zyszczy nam, spuści nam! Kyrie eleison!Twego dziela Krzciciela, bożycze, Usłysz głosy, napełń myśli człowiecze! Słysz modlitwę, jąż nosimy, A dać raczy, jegoż prosimy: A na świecie zbożny pobyt, Po żywocie rajski przebyt! Kyrie eleison! | Trinh nữ, Mẹ Thiên Chúa, Đức Mẹ Maria nổi tiếng! Hãy cầu xin Con của Người, Chúa, Đức Chúa Trời tên Maria, Hãy thương xót chúng ta và giao nó cho chúng ta! Hãy thương xót chúng ta! (bằng tiếng Hy Lạp) Con của Đức Chúa Trời, vì Ngài rửa tội, Hãy lắng nghe tiếng nói, báo ứng những lời cầu nguyện chúng ta! Hãy lắng nghe lời cầu nguyện của chúng ta, Đối với những gì chúng ta thỉnh cầu, hãy trao cho chúng ta hôm nay: Cuộc sống trên tự do trên trái đất; Kiếp sau: thiên đường! Hãy thương xót chúng ta! |

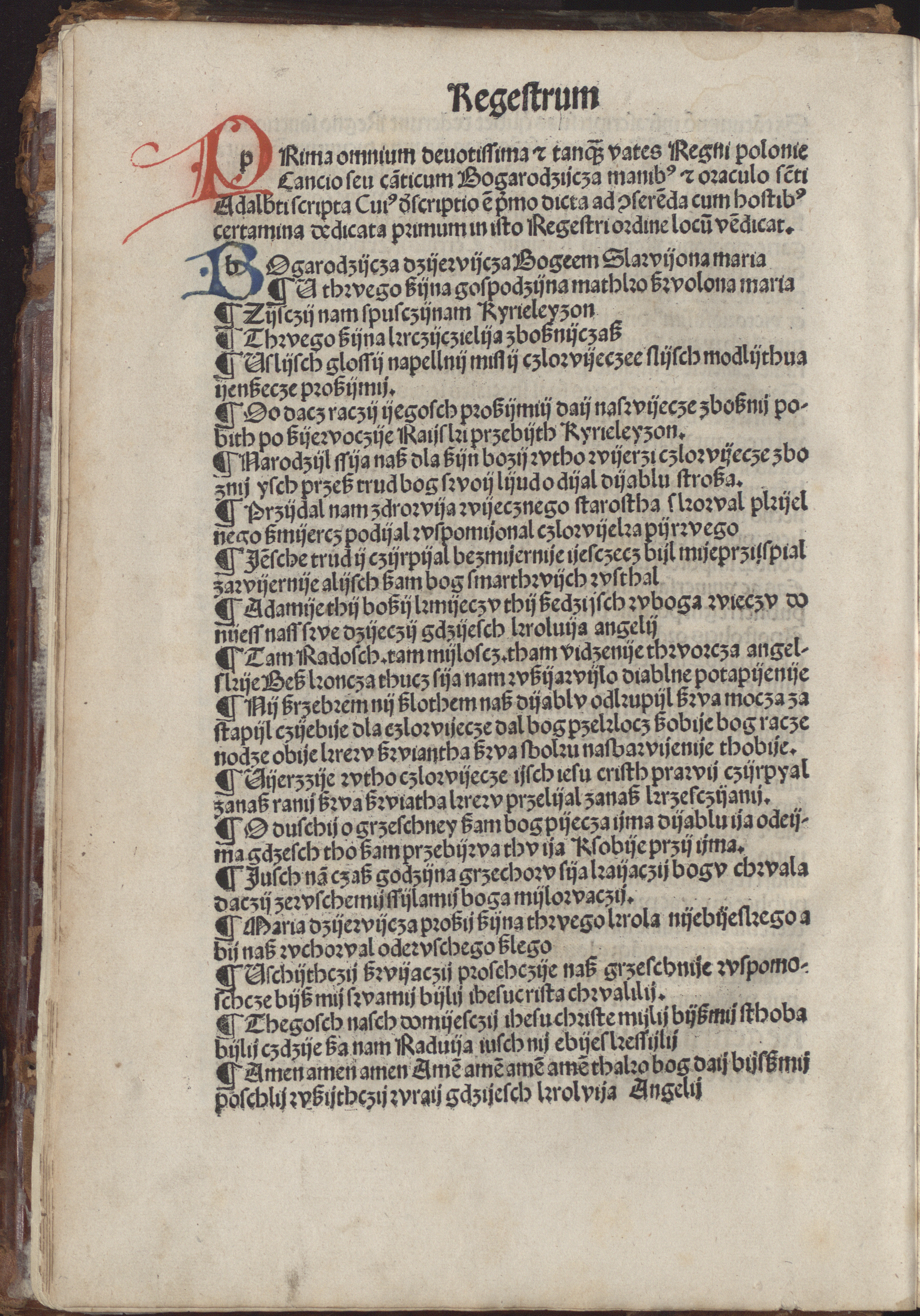
Bogurodzica (1506)

## Trích đoạn của bài hát trong nền âm nhạc hiện đại
- Andrzej Panufnik - Sinfonia sacra (1963)
- Wojciech Kilar - Bogurodzica cho dàn hợp xướng và dàn nhạc (1975)
- Krzysztof Meyer - Symfony No.6 "Ba Lan" (1982)
- Chłopomania - Bogurodzica (từ Ludomania) (2008)
- Anna Witczak Czerniawska & Maleo Reggae Rockers feat Mazzoll - Bogurodzica (2015),